# Perceptionspsykologi
Perceptionspsykologi, är studierna av perception (varseblivning) ur funktionell snarare än fysiologisk synvinkel. Den funktionella synvinkeln innebär att man studerar samband mellan företeelser i omgivningen och på vilket sätt de varseblivs. Inom perceptionspsykologin krävs det att de perceptuella funktionerna alltid studeras indirekt, utifrån hur en individ agerar, då den perceptuella funktionen sitter i intrycken från våra sinnen. 

## Perceptionspsykologins utveckling

### George Berkeley
Länge utgick perceptionspsykologin från att det som finns tillgängligt för våra sinnen endast utgör mångtydiga och meningslösa ledtrådar vilket gjorde att man enbart studerade sinnesintryck och upplevelser. Som följd kom perceptionspsykologin att gälla illusioner och andra marginella företeelser. 

### Andra världskriget
Man började under andra världskriget intressera sig för praktiska perceptuella förmågor, James Gibson visade bland annat att det rikt konstruerade och föränderliga optiska mönstret vid våra ögon är närmast obegränsat rikt på användbar och pålitlig information: rörelseperspektiv och djupseende. Dessa insikter gjorde att man inte längre kunde utgå från enkla, yttre förutsättningar. Våra sinnen innehåller mer avancerad och direkt användbar information för de förmågor man är intresserad av, en central del i perceptionspsykologi blir därför studier av tillgänglig information för att upptäcka nya perceptuella förmågor. 

## Olika typer av perception
- Visuell perception
- Auditiv perception
- Haptisk perception
- Kognitiv perception
- Olfaktorisk perception
- Subliminal perception

## Färgseendets fysiologi
Finns olika teorier om färgperception, alltså vår upplevelse av det vi kallar färg . 

### Young-helmholtz trichromatic theory[4]
Också känd som trikromatiska teorin och är en teori om trikromatiskt färgseende - på det sätt det visuella systemet ger upphov till den fenomenologiska upplevelse av färg. 
- År 1802 antog Young (grundaren av teorin) förekomsten av tre typer av "cone"-fotoreceptorer i ögat, var och en var känslig för ett visst intervall av ljus.
- Teorin utvecklades 1850 av Hermann von Helmholtz: de tre typerna av fotoreceptorer kunde klassificeras som kortpreferenser (violetta), mellanpreferenser (gröna) och långpreferenser (röda). De relativa styrkorna hos signalerna som detekteras av de tre typerna av "cones" tolkas av hjärnan som en synlig färg. Till exempel använder gult ljus olika proportioner av rött och grönt, men endast lite blått, så alla nyanser beror på en blandning av alla tre "cones".
- Färgens intensitet ändras utan att ändra deras nyanser, eftersom intensiteten beror på frekvensen av utmatning i hjärnan.

## Perceptionsprocesser[5]

### Från intryck till mening
- Sinnesreceptorer tar emot stimulus
- Receptorerna gör om informationen till nervimpulser
- Egenskaper hos varje stimulus analyseras av särskilda detektorer och översätts till neutrala representationer
- De neutrala representationerna jämförs med tidigare information/kunskap
- Igenkänning eller tolkning sker i en matchningsprocess

### Varseblivning/Perception
- "Från intryck till mening" handlar om hur vi registrerar information vi ges av omgivningen som är av intresse för oss.
- Den andra delen av processen handlar om hur vi tolkar och ger mening till den information vi tagit emot

## De sex uppmärksamhetslagarna
- Uppmärksamheten är en begränsad resurs
- Uppmärksamheten är selektiv
- Medvetande kräver inte uppmärksamhet
- Uppmärksamhet kräver inte medvetande
- Allt man gör kräver uppmärksamhet, även om vissa uppgifter är mer eller mindre krävande
- Allt man gör har en optimal nivå av uppmärksamhet